# I Want Somebody (Bitch About)
I Want Somebody (Bitch About) è un singolo della cantante e attrice statunitense Kristin Chenoweth estratto dal suo quarto album in studio Some Lessons Learned. La canzone è stata rilasciata il 31 maggio 2011 dalla Sony Masterworks.